# Ecsenius bicolor
Ecsenius bicolor là một loài cá biển thuộc chi Ecsenius trong họ Cá mào gà. Loài này được mô tả lần đầu tiên vào năm 1836.

## Từ nguyên
Tính từ định danh bicolor trong tiếng Latinh có nghĩa là “hai màu”, hàm ý đề cập đến kiểu hình màu lam thẫm (thân trước) và vàng cam (thân trước) ở loài cá này.

## Phân bố và môi trường sống
Từ Maldives và Sri Lanka, E. bicolor có phân bố trải dài về phía đông đến quần đảo Phoenix và quần đảo Samoa, ngược lên phía bắc đến quần đảo Ryukyu, xa về phía nam đến rạn san hô Great Barrier và New Zealand (gồm cả quần đảo Kermadec). Ghi nhận của E. bicolor ở Hawaii (tức E. hawaiiensis) bắt nguồn từ một mẫu vật thu thập từ sà lan đến từ Guam, tuy nhiên loài này không lập quần thể ở đây và cũng không có mẫu vật nào được thu thập thêm kể từ đó. Ở Việt Nam, E. bicolor được ghi nhận tại bờ biển Ninh Thuận và Bình Thuận.
E. bicolor sống trong đầm phá và trên các rạn san hô ngoài khơi với hỗn hợp san hô và đá phủ tảo, độ sâu đến ít nhất là 25 m.

## Mô tả
Tổng chiều dài lớn nhất được ghi nhận ở E. bicolor là 11 cm. Loài này có 3 kiểu hình được ghi nhận: xanh đen/nâu xám ở thân trước với vàng cam ở thân sau (kiểu hình hai màu); duy nhất một màu nâu tía hoặc nâu sẫm khắp thân (kiểu hình đơn sắc); thân trên có màu nâu sẫm, dần chuyển sang vàng cam phía sau, một sọc đen dọc thân, thường kèm theo dải sọc trắng sáng ngay dưới, và thân dưới sọc có màu trắng (kiểu hình có sọc). Hai bên má của cả 3 kiểu hình có thể phớt hồng.
Số gai vây lưng: 11–12; Số tia vây lưng: 15–18; Số gai vây hậu môn: 2; Số tia vây hậu môn: 17–21; Số tia vây ngực: 12–14.
Losey (1972) cho rằng, kiểu hình hai màu của E. bicolor có thể bắt chước hai loài cá mào gà khác, Meiacanthus atrodorsalis và Plagiotremus laudandus. Theo ghi nhận của Springer (1988), M. atrodorsalis và P. laudandus ở Fiji và Tonga đều có màu vàng khắp cơ thể, một trường hợp không xảy ra ở nơi nào khác. Nếu E. bicolor thực sự bắt chước kiểu hình của hai loài này, nó có thể phải xuất hiện kiểu hình vàng toàn thân ở Fiji và Tonga (mặc dù kiểu hình này chưa được ghi nhận).

## Phân loại
Theo nghiên cứu phát sinh chủng loại học của Allen và cộng sự (2019), E. bicolor có quan hệ gần nhất với Ecsenius springeri. E. springeri đặc biệt giống với kiểu hình có sọc của E. bicolor, tuy nhiên, E. springeri khác biệt ở sọc đen hẹp và ngắn hơn, sọc trắng rõ hơn ở ngay dưới sọc đen, nửa thân sau là màu cam và không có đường chéo màu hồng/cam phía sau mắt (nếu có thì rất mờ).

## Sinh thái
Trứng của E. bicolor có chất kết dính, được gắn vào chất nền thông qua một tấm đế dạng sợi. Cá bột là dạng phiêu sinh vật, thường được tìm thấy ở vùng nước nông ven bờ.